# انتخابات سراسری سوئد (۲۰۱۸)
انتخابات سراسری سوئد در روز یکشنبه ۹ سپتامبر ۲۰۱۸ برگزار شد. در این انتخابات اعضای ریکسداگ نهاد قانونگذاری ملی و عالی‌ترین نهاد تصمیم‌گیری این کشور انتخاب شدند که بعداً نخست‌وزیر را انتخاب کردند.
بعد از این انتخابات هیچ‌کدام از احزاب موفق به کسب اکثریت مطلق آرا نشد. همچنین کسب توافق برای ایجاد ائتلاف صاحب اکثریت نشد تا ۱۸ ژانویه به طول انجامید که در این مدت دولت پیشین به‌طور موقت اداره کشور را برعهده داشت.
ریکسداگ در ۱۴ دسامبر به نخست‌وزیری استفان لوون رأی مخالف داد. سخنگوی ریکسداگ آندریاس نورلین ساعت‌ها پس از رای‌گیری اعلام کرد که با نمایندگان ستاد انتخابات در مورد برگزاری یک  انتخابات بالقوه فوق‌العاده ملاقات خواهد کرد. سخنگو همچنین اظهار داشت که او در تعطیلات آخر هفته مذاکره می‌کند و مرحله بعدی فرایند تشکیل دولت را در هفته آینده ارائه خواهد کرد. پس از توافق میان سوسیال دموکرات‌ها، سبزها، لیبرال‌ها و حزب مرکز، در ۱۸ ژانویه ۲۰۱۹ لوون به عنوان نخست‌وزیر دوباره انتخاب شد. و پس از آن حزب چپ موافقت کرد که از دادن رأی منفی به لوون خودداری خواهد کرد.

## نظام انتخاباتی
ریکسداگ عالی‌ترین مجلس قانونگذاری سوئد است. از سال ۱۹۷۱ تا کنون این نهاد قانونگذاری تابع سیستم تک‌مجلسی است و از ۳۴۹ نماینده قانونگذار سوئدی تشکیل شده‌است. نماینده‌ها به صورت نمایندگی تناسبی انتخاب می‌شوند. دوره نمایندگی از سال ۱۹۹۴ به بعد، ثابت و چهارساله است. نمایندگان در نمایندگی تناسبی از طریق فهرست‌های احزاب انتخاب می‌شوند که یا منطقه‌ای هستند (اکثر احزاب اصلی) یا ملی (سوئد دموکرات‌ها). هر کدام از ۲۹ حوزه انتخابیه تعداد مشخصی نماینده دارند که بر اساس نتایج هر حوزه تقسیم شده‌اند و به این ترتیب از هر منطقه نماینده‌ای وجود دارد. سپس نمایندگان مجلس به وسیله نظام تناسبی انتخاب می‌شوند که مبتنی است بر ارائه فهرست از طرف احزاب تا مطمئن شوند تعداد نمایندگان احزاب متناسب با آرای هر حزب است.
قانون اساسی سوئد تصریح کرده که مجلس قانونگذاری مسئول پرداخت مالیات و ایجاد قوانین است و براساس قانون دولت به مجلس پاسخگو است. سوئد دارای سیستم پادشاهی مشروطه و نظام پارلمانی است. برای حصول اطمینان از اینکه دولت توسط نمایندگان مردم منصوب می‌شود؛ نخست‌وزیر به‌طور غیرمستقیم انتخاب می‌گردد. هر حزب برای ورود به ریکسداگ نیازمند کسب حداقل ۴٪ آرای رای‌دهندگان ملی یا ۱۲٪ آرای یک حوزه انتخابیه است.

## نظام دموکراتیک

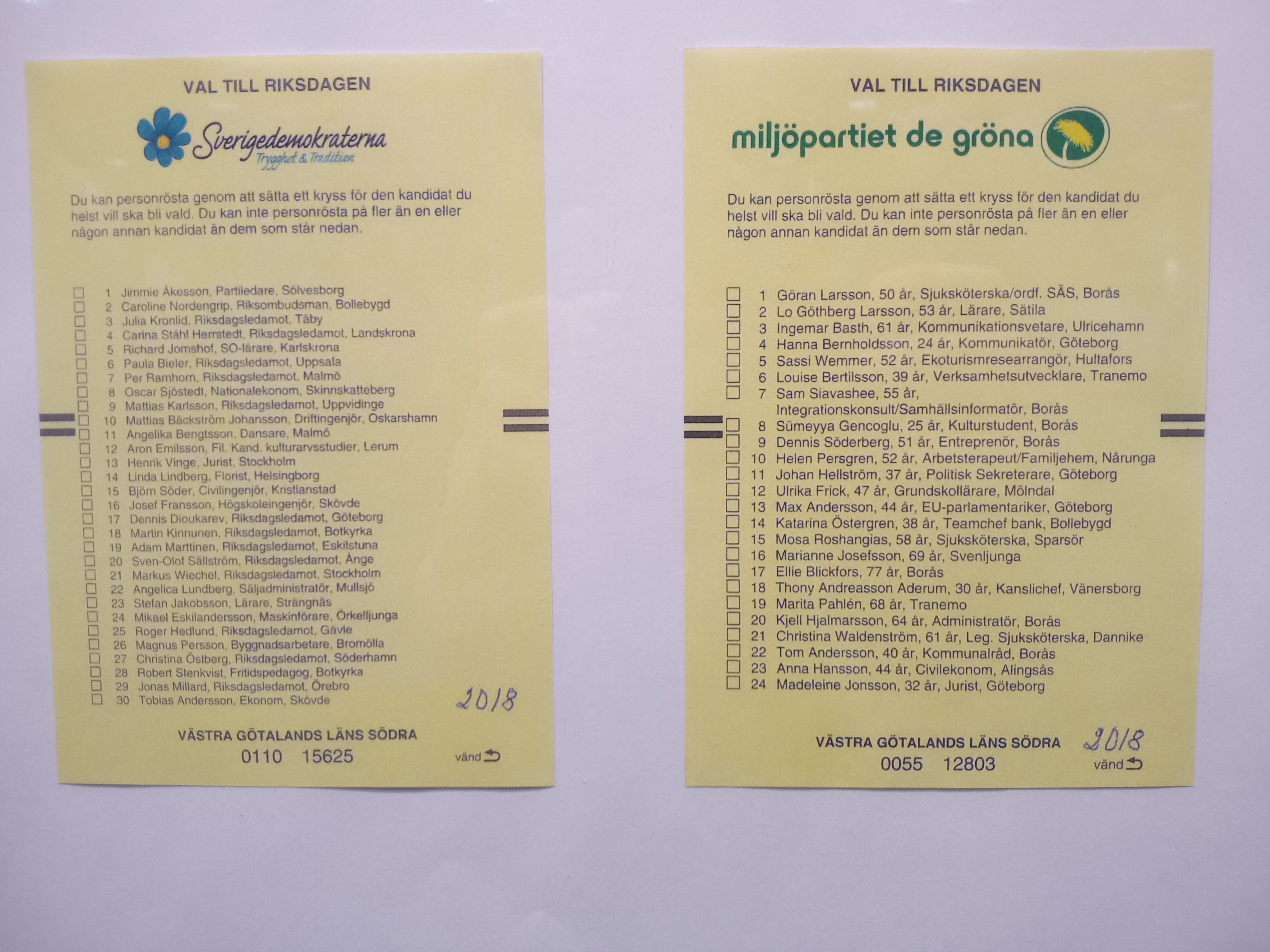
سوئد دارای نظام دموکراتیک پارلمانی است، یعنی تمام قدرت حکومتی ناشی از مردم است. مدل مدیریت دولتی در سوئد شامل سه سطح است: سطح ملی، سطح منطقه‌ای و سطح محلی. پارلمان سوئد، دولت و سازمان‌های دولتی، سطح ملی را تشکیل می‌دهند. شوراهای استانی سطح منطقه‌ای را شکل می‌دهند و سطح محلی شامل شهرداری‌ها است. شوراهای استانی و شهرداری‌ها از درجهٔ بالای استقلال برخوردارند و می‌توانند تصمیمات خاص خود را بگیرند و مالیات را خودشان تعیین کنند. اصل بنیادی استقلال شهرداری در قانون اساسی سوئد آمده‌است.

## احزاب
در جدول زیر لیست نمایندگان احزاب ریکسداگ ۲۰۱۴ فهرست شده‌است.
| اسم | اسم | اسم                     | ایدئولوژی‌ها                           | رهبر                         | نتایج ۲۰۱۴ | نتایج ۲۰۱۴ |
| اسم | اسم | اسم                     | ایدئولوژی‌ها                           | رهبر                         | آرا(%)     | کرسی       |
| --- | --- | ----------------------- | ------------------------------------- | ---------------------------- | ---------- | ---------- |
|     | S   | حزب سوسیال دموکرات سوئد | سوسیال دموکراسی                       | استفان لوون                  | ۳۱٪        | ۱۱۳ از ۳۴۹ |
|     | M   | حزب میانه‌رو             | محافظه‌کاری لیبرال                     | اولف کریسترسون               | ۲۳٫۳٪      | ۸۴ از ۳۴۹  |
|     | SD  | دمکرات‌های سوئد          | پوپولیسم دست راستی                    | جیمی اکسون                   | ۱۲٫۹٪      | ۴۹ از ۳۴۹  |
|     | MP  | حزب سبز                 | سیاست‌های سبز                          | ایزابلا لوون گوستاو فریدولین | ۶٫۹٪       | ۲۵ از ۳۴۹  |
|     | C   | حزب مرکزی سوئد          | لیبرالیسم گراریانیسم (نوعی سوسیالیسم) | آنی لوف                      | ۶٫۱٪       | ۲۲ از ۳۴۹  |
|     | V   | حزب چپ                  | سوسیالیسم                             | یوناس خوستت                  | ۵٫۷٪       | ۲۱ از ۳۴۹  |
|     | L   | حزب لیبرال              | لیبرالیسم                             | یان بیورکلوند                | ۵٫۴٪       | ۱۹ از ۳۴۹  |
|     | KD  | حزب دموکرات مسیحی       | دموکراسی مسیحی                        | ابا بوش تور                  | ۴٫۶٪       | ۱۶ از ۳۴۹  |

## نتایج انتخابات
|                                                               |                           |                           |           |          |            |          |
| حزب                                                           | حزب                       | حزب                       | تعداد رای | درصد رای | تعداد کرسی | +/−      |
|                                                               | حزب سوسیال دموکرات        | S                         | ۱٬۸۳۰٬۳۸۶ | ۲۸٫۲۶    | ۱۰۰        | −۱۳      |
|                                                               | حزب میانه‌رو               | M                         | ۱٬۲۸۴٬۶۹۸ | ۱۹٫۸۴    | ۷۰         | −۱۴      |
|                                                               | دمکرات‌های سوئد            | SD                        | ۱٬۱۳۵٬۶۲۷ | ۱۷٫۵۳    | ۶۲         | +۱۳      |
|                                                               | حزب مرکزی سوئد            | C                         | ۵۵۷٬۵۰۰   | ۸٫۶۱     | ۳۱         | +۹       |
|                                                               | حزب چپ                    | V                         | ۵۱۸٬۴۵۴   | ۸٫۰۰     | ۲۸         | +۷       |
|                                                               | دموکراسی مسیحی            | KD                        | ۴۰۹٬۴۷۸   | ۶٫۳۲     | ۲۲         | +۶       |
|                                                               | لیبرال‌ها                  | L                         | ۳۵۵٬۵۴۶   | ۵٫۴۹     | ۲۰         | +۱       |
|                                                               | حزب سبز                   | MP                        | ۲۸۵٬۸۹۹   | ۴٫۴۱     | ۱۶         | −۹       |
|                                                               |                           |                           |           |          |            |          |
|                                                               | پیشگامان فمینیسم          | FI                        | ۲۹٬۶۶۵    | ۰٫۴۶     | ۰          | ±۰       |
|                                                               | جایگزین برای سوئد         | AfS                       | ۲۰٬۲۹۰    | ۰٫۳۱     | ۰          | حزب جدید |
|                                                               | ائتلاف شهروندان           | MED                       | ۱۳٬۰۵۶    | ۰٫۲۰     | ۰          | حزب جدید |
|                                                               | حزب دزدان دریایی (سوئد)   | PP                        | ۷٬۳۲۶     | ۰٫۱۱     | ۰          | ±۰       |
|                                                               | دموکرات‌های پیشرو          | DD                        | ۵٬۱۵۳     | ۰٫۰۸     | ۰          | ±۰       |
|                                                               | روستایی آینده             | LPo                       | ۴٬۹۶۲     | ۰٫۰۸     | ۰          | حزب جدید |
|                                                               | وحدت                      | ENH                       | ۴٬۶۴۷     | ۰٫۰۷     | ۰          | ±۰       |
|                                                               | حزب حمایت از حیوانات      | DjuP                      | ۳٬۶۴۸     | ۰٫۰۶     | ۰          | ±۰       |
|                                                               | حزب ارزش‌های مسیحی (سوئد)  | KrVP                      | ۳٬۲۰۲     | ۰٫۰۵     | ۰          | ±۰       |
|                                                               | جنبش مقاومت نوردیک        | NMR                       | ۲٬۱۰۶     | ۰٫۰۳     | ۰          | حزب جدید |
|                                                               | حزب لیبرال‌ها              | KLP                       | ۱٬۵۰۴     | ۰٫۰۱     | ۰          | ±۰       |
|                                                               | حزب کمونیست سوئد          | SKP                       | ۷۰۲       | ۰٫۰۱     | ۰          | ±۰       |
|                                                               | حزب درآمدهای بنیادی       |                           | ۶۳۲       | ۰٫۰۱     | ۰          | حزب جدید |
|                                                               | پیشگام                    |                           | ۶۱۵       | ۰٫۰۱     | ۰          | حزب جدید |
|                                                               | حزب امنیت                 | TRP                       | ۵۱۱       | ۰٫۰۱     | ۰          | حزب جدید |
|                                                               | حزب اسکانیا               | SKÅ                       | ۲۹۶       | ۰٫۰۰     | ۰          | ±۰       |
|                                                               | حزب نورلندز               |                           | ۶۰        | ۰٫۰۰     | ۰          | حزب جدید |
|                                                               | حزب کارگران اروپایی       | EAP                       | ۵۲        | ۰٫۰۰     | ۰          | ±۰       |
|                                                               | حزب رفرم ان وای           |                           | ۳۲        | ۰٫۰۰     | ۰          | حزب جدید |
|                                                               | حس مشترک در سوئد          | CSIS                      | ۲۱        | ۰٫۰۰     | ۰          | حزب جدید |
|                                                               | کشورما- سوئد              |                           | ۹         | ۰٫۰۰     | ۰          | حزب جدید |
|                                                               | حزب اصلاح طلب بی‌طرف       | RNP                       | ۴         | ۰٫۰۰     | ۰          | ±۰       |
|                                                               | خانه مردم سوئد            |                           | ۲         | ۰٫۰۰     | ۰          | حزب جدید |
|                                                               | حزب زرد                   | Gup                       | ۱         | ۰٫۰۰     | ۰          | ±۰       |
|                                                               | احزاب ثبت نشده در رای‌گیری | احزاب ثبت نشده در رای‌گیری | ۵۸۸       | ۰٫۰۱     | ۰          | –        |
| غیر معتبر/رای سفید                                            | غیر معتبر/رای سفید        | غیر معتبر/رای سفید        | ۵۸٬۵۴۶    | –        | –          | –        |
| جمع کل                                                        | جمع کل                    | جمع کل                    | ۶٬۵۳۵٬۲۷۱ | ۱۰۰      | ۳۴۹        | ۰        |
| واجدین شرایط/درصد مشارکت                                      | واجدین شرایط/درصد مشارکت  | واجدین شرایط/درصد مشارکت  | ۷٬۴۹۵٬۹۳۶ | ۸۷٫۱۸    | –          | –        |
| Source: VAL بایگانی‌شده در ۱۷ دسامبر ۲۰۱۸ توسط Wayback Machine |                           |                           |           |          |            |          |

### ائتلاف‌ها
|                                                               |                          |                          |           |          |            |     |
| ائتلاف                                                        | ائتلاف                   | ائتلاف                   | تعداد رای | درصد رای | تعداد کرسی | +/− |
|                                                               | قرمز- سبزها (S+MP+V)     | قرمز- سبزها (S+MP+V)     | ۲٬۶۳۴٬۷۳۹ | ۴۰٫۶۸    | ۱۴۴        | −۱۵ |
|                                                               | ائتلاف (M+C+L+KD)        | ائتلاف (M+C+L+KD)        | ۲٬۶۰۷٬۲۲۲ | ۴۰٫۲۶    | ۱۴۳        | +۲  |
|                                                               | دموکرات‌های سوئد (SD)     | دموکرات‌های سوئد (SD)     | ۱٬۱۳۵٬۶۲۷ | ۱۷٫۵۳    | ۶۲         | +۱۳ |
|                                                               |                          |                          |           |          |            |     |
| نامعتبر/آرای سفید                                             | نامعتبر/آرای سفید        | نامعتبر/آرای سفید        | ۵۸٬۵۴۶    | –        | –          | –   |
| جمع کل                                                        | جمع کل                   | جمع کل                   | ۶٬۵۳۵٬۲۷۱ | ۱۰۰      | ۳۴۹        | ۰   |
| واجدین شرایط/درصد مشارکت                                      | واجدین شرایط/درصد مشارکت | واجدین شرایط/درصد مشارکت | ۷٬۴۹۵٬۹۳۶ | ۸۷٫۱۸    | –          | –   |
| Source: VAL بایگانی‌شده در ۱۷ دسامبر ۲۰۱۸ توسط Wayback Machine |                          |                          |           |          |            |     |

| رای مردمی (حزب) | رای مردمی (حزب) | رای مردمی (حزب) | رای مردمی (حزب) | رای مردمی (حزب) |
| --------------- | --------------- | --------------- | --------------- | --------------- |
|                 |                 |                 |                 |                 |
| S               | S               |                 | ۲۸٫۳٪           | ۲۸٫۳٪           |
| M               | M               |                 | ۱۹٫۸٪           | ۱۹٫۸٪           |
| SD              | SD              |                 | ۱۷٫۵٪           | ۱۷٫۵٪           |
| C               | C               |                 | ۸٫۶٪            | ۸٫۶٪            |
| V               | V               |                 | ۸٫۰٪            | ۸٫۰٪            |
| KD              | KD              |                 | ۶٫۳٪            | ۶٫۳٪            |
| L               | L               |                 | ۵٫۵٪            | ۵٫۵٪            |
| MP              | MP              |                 | ۴٫۴٪            | ۴٫۴٪            |
| Others          | Others          |                 | ۱٫۵٪            | ۱٫۵٪            |

| رای مردمی (ائتلاف) | رای مردمی (ائتلاف) | رای مردمی (ائتلاف) | رای مردمی (ائتلاف) | رای مردمی (ائتلاف) |
| ------------------ | ------------------ | ------------------ | ------------------ | ------------------ |
|                    |                    |                    |                    |                    |
| Red-Greens         | Red-Greens         |                    | ۴۰٫۷٪              | ۴۰٫۷٪              |
| Alliance           | Alliance           |                    | ۴۰٫۳٪              | ۴۰٫۳٪              |
| SD                 | SD                 |                    | ۱۷٫۵٪              | ۱۷٫۵٪              |

### نتایج در هر ناحیه شهرداری

سوسیال دموکرات
میانه‌رو
دموکرات‌های سوئد
دموکرات مسیحی
لیبرال‌ها
سبز
سایه‌ها، قرمز،  red (S+V+MP) to blue (M+C+KD+L)